# Сейсмическая изоляция

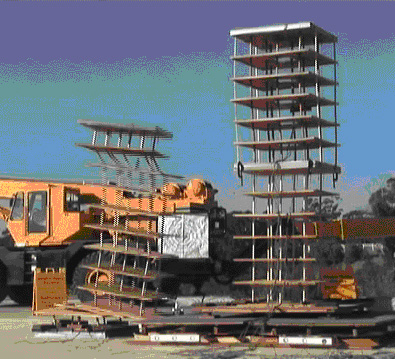
Стоп-кадр испытания: справа — модель на сейсмопротекторах, слева — на сейсмоплатформе.

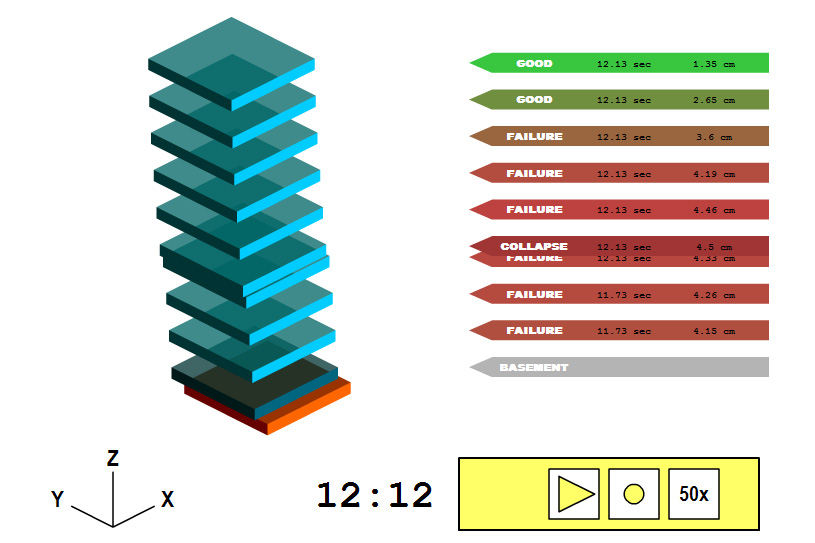
Стоп-кадр 3-D анимации модели 9-этажного дома на вискодемпферной изоляции

Испытание сейсмоамортизатора

Сейсмическая изоляция — повышение сейсмостойкости зданий и построек, для способности выстоять расчётное землетрясение без полного разрушения и с минимальными человеческими жертвами, с использованием специальных конструктивных элементов.

Здание не обязательно должно само сопротивляться сокрушительному землетрясению. Можно придать этому зданию, с помощью сейсмической изоляции (base isolation, что означает «изоляция фундамента»), возможность как бы зависать над трясущейся землёй и, таким образом, существенно снижать сейсмическую нагрузку.
Сейсмические изоляторы (сейсмопротекторы), показанные под моделью здания справа, могут справиться с поставленной задачей. Сейсмоизоляторы, если применяются правильно, считаются наиболее эффективной технологией в сейсмостойком строительстве.

## История

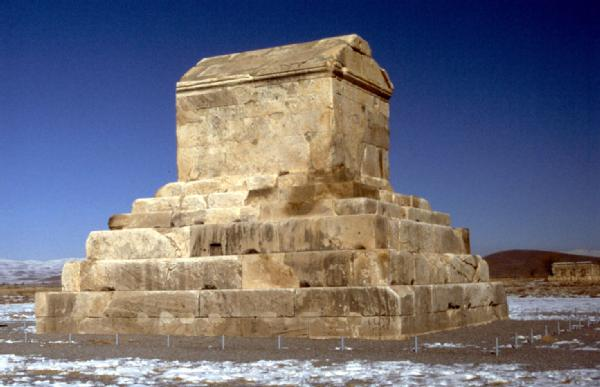
Мавзолей в Пасаргадах, древнейшее сейсмически изолированное сооружение

Первые свидетельства применения сейсмической изоляции для снижения сейсмической нагрузки и увеличения сейсмостойкости построек и памятников от землетрясений обнаружены в древней Персии (сейчас Иран) и относятся к VI веку до н.э.